# Pasiphaeidae
Pasiphaeidae Dana, 1852 è una famiglia di gamberetti pelagici, unica famiglia nella superfamiglia Pasiphaeoidea.

## Descrizione
Questi gamberetti sono caratterizzati dalle chele presenti sia sulla prima che sulla seconda coppia di pereiopodi e da un rostro corto. A questa famiglia appartengono sia specie tipiche delle acque profonde, prevalentemente rosse, che i "gamberetti di vetro", così chiamati a causa della loro colorazione trasparente. Un gamberetto di vetro è per esempio Pasiphaea sivado.

## Biologia
La biologia di questi crostacei non è stata molto studiata e non è quindi molto conosciuta.

### Alimentazione
Sono gamberetti predatori e la loro dieta è composta anche da altri crostacei più piccoli.

## Tassonomia
In questa famiglia sono riconosciuti 8 generi:
- Alainopasiphaea Hayashi, 1999
- Eupasiphae Wood-Mason in Wood-Mason & Alcock, 1893
- Glyphus Filhol, 1884
- Leptochela Stimpson, 1860
- Parapasiphae Smith, 1884
- Pasiphaea Savigny, 1816
- Phye Alcock, 1893
- Psathyrocaris Wood-Mason in Wood-Mason & Alcock, 1893

## Distribuzione e habitat
Questa famiglia è composta prevalentemente da gamberetti pelagici, diffusi in tutti gli oceani, ma comprende anche specie che vivono soprattutto sui fondali, come Glyphus marsupialis.

## Pesca
Anche se vengono facilmente catturati dalle reti a strascico, non sono di particolare interesse commerciale.